# Brigada Logística (Espanya)

Escut de la Brigada Logística.

La Brigada Logística (BRILOG) és un conjunt d'unitats de l'Exèrcit de Terra d'Espanya que donen suport logístic al combat, depenen d'un comandament únic i són ensinistrades i equipades per reforçar les unitats que es determinin o participar en el marc d'una organització operativa, de nivell superior, d'acord amb la doctrina específica terrestre. La Bridada Logística també facilita suport logístic en permanència, a operacions de projecció de forces-missions de pau o ajuda humanitària i sustentació dels exercicis i maniobres nacionals o multinacionals. Es va constituir el 21 de gener de 2011, fruit de la integració de la Força Logística Terrestre 1 (Sevilla) i la Força Logística Terrestre 2 (Saragossa). La seva caserna general es troba en l'Aquarterament San Fernando, a la ciutat de Saragossa. Orgànicament, la Brigada Logística depèn de la Força Logística Operativa de l'Exèrcit de Terra.
La BRILOG està integrada per:
- Caserna General, en el qual s'integra un Estat Major a Saragossa
- Agrupació de Transport núm. 1 a Madrid
- Agrupació de Suport Logístic núm. 11 a Colmenar Viejo (Madrid)
- Agrupació de Suport Logístic núm. 21 a Sevilla i Granada
- Agrupació de Suport Logístic núm. 41 a Saragossa, Osca i Sant Boi de Llobregat (Barcelona)
- Agrupació de Suport Logístic núm. 61 a Valladolid, Sardón de Duero (Valladolid) i Vitòria (Àlaba)
- Agrupació de Suport Logístic núm. 81 en Sant Cristóbal de la Laguna (Santa Cruz de Tenerife)